# Nate Kaeding
Nathaniel James „Nate“ Kaeding (* 26. März 1982 in Iowa City, Iowa), Spitznamen: Kato, Mr. Automatic oder Big Game Nate, ist ein ehemaliger US-amerikanischer American-Football-Spieler auf der Position des Kickers. Er spielte neun Jahre bei den San Diego Chargers in der National Football League (NFL).

## Spielerkarriere

### College
Nate Kaeding wurde als Sohn von Larry und Terry Kaeding in Iowa City geboren und besuchte dort die High School. Auf der Schule spielte er neben American Football auch Basketball und Fußball. Nach seinem Schulabschluss studierte er an der University of Iowa. Im Jahr 2001 spielte er mit den Iowa Hawkeyes, dem Footballteam der University of Iowa, im Alamo Bowl gegen die Texas Tech University. Die Mannschaft aus Iowa gewann das Spiel aufgrund von vier Field Goals von Kaeding mit 19:16. 2003 spielte seine Mannschaft im Orange Bowl gegen die University of Southern California (USC). Das Spiel ging mit 38:17 verloren. Kaeding erzielte dabei ein Field Goal.

### Profilaufbahn

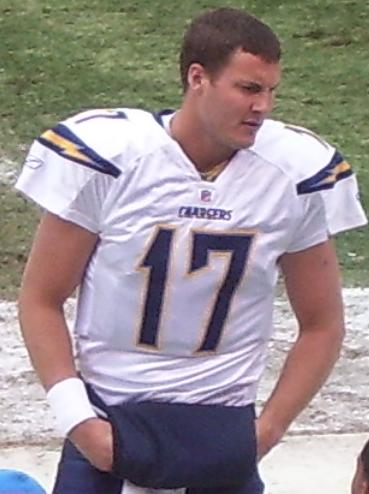
Philip Rivers

Kaeding wurde 2004 von den San Diego Chargers in der dritten Runde an 65. Stelle des NFL Drafts ausgewählt. Ursprünglich wären die New York Giants die Mannschaft gewesen, die zu diesem Zeitpunkt der Draft einen Spieler hätten verpflichten können. Um Quarterback Eli Manning unter Vertrag nehmen zu können, wie es die Giants beabsichtigt hatten, mussten sie mit den Chargers eine Vereinbarung treffen. Die Chargers, die das erste Zugriffsrecht in der Draft hatten, wählten Eli Manning in der ersten Runde an erster Stelle aus und gaben ihn an die Giants ab. Im Gegenzug gaben die Giants den von ihnen an vierter Stelle ausgewählten Quarterback Philip Rivers zusammen mit dem Draftrecht der Giants in der dritten Runde an die Chargers ab. Diese nutzten die Möglichkeit, Kaeding in der dritten Runde der Draft an sich zu binden. Damit wurde Kaeding früher als für einen Kicker üblich verpflichtet.
Kaeding rechtfertigte das Vertrauen, das die Mannschaft aus San Diego in ihn setzte. Bis Ende 2010 konnte er 86,5 % seiner Field Goals verwandeln. Von 2005 bis 2008 verwandelte er sämtliche Points after Touchdown (PAT).
2004 gewannen die Chargers 12 ihrer 16 Spiele. Sie scheiterten in den Play-offs allerdings in der ersten Runde an den New York Jets. Bei der 20:17-Niederlage gelang Kaeding ein Field Goal.
Im Jahr 2006 konnten die Chargers 14 der 16 Spiele gewinnen. Erneut gelang ihnen aber nicht der Einzug in den Super Bowl, sie scheiterten an den New England Patriots. Kaeding verschoss bei der 21:24-Niederlage ein Field Goal.
Im Jahr 2007 brach sich Kaeding bei einem Tackle in einem Spiel gegen die Denver Broncos ein Bein. Er spielte trotzdem die Saison zu Ende. Die Chargers zogen 2007 nach einer Saison mit elf Siegen in das AFC Championship Game ein, unterlagen dort aber den Patriots mit 12:21. Kaeding verwandelte vier Field Goals in diesem Spiel.
Obwohl die Chargers die Regular Season 2008 mit einer ausgeglichenen Bilanz abschlossen, zogen sie in die Play-offs ein. Dort scheiterten sie am späteren Super-Bowl-Sieger, den Pittsburgh Steelers, mit 24:35. Kaeding erzielte ein Field Goal zur vorübergehenden Führung der Chargers von 10:7.

## Ehrungen

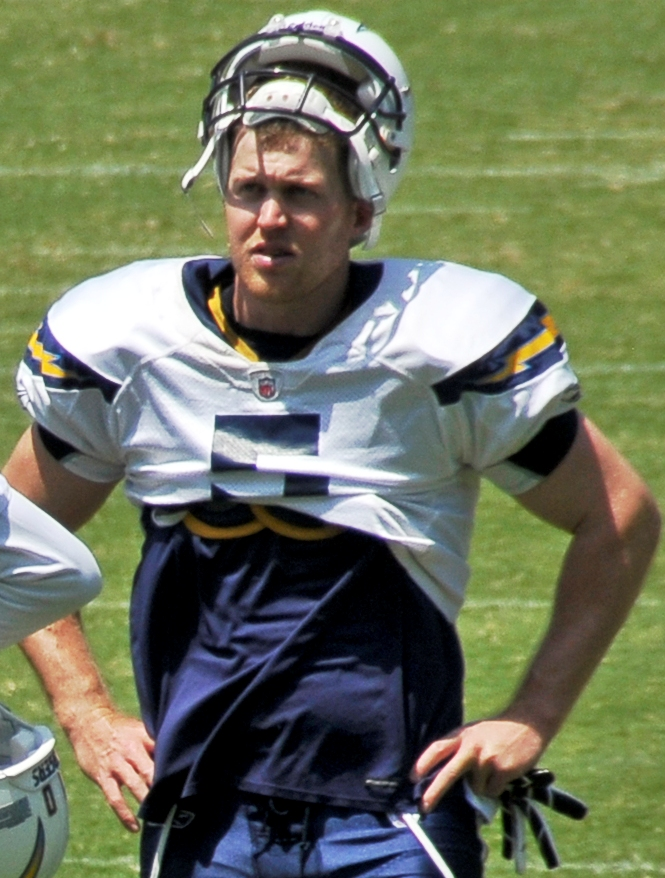
Mike Scifres

Nate Kaeding erhielt 2002 den Lou Groza Award für den besten Kicker des Jahres im College Football. 2006 wurde er zum All-Pro gewählt. 2007 und 2009 spielte er im Pro Bowl.

## Abseits des Spielfelds
Kaeding ist verheiratet und hat zwei Söhne. Er ist begeisterter Radfahrer und engagiert sich in einer Vereinigung, die die Sicherheit für Radfahrer im Straßenverkehr verbessern möchte. Die Familie von Kaeding hat mit seiner Unterstützung eine Organisation, die den Amateursport fördert, gegründet. Die Organisation richtet jährlich ein Golfturnier aus. Kaeding hat mit dem Punter der Chargers, Mike Scifres, eine Organisation gegründet, die eine Pension unterstützt, in welcher Familien mit kranken Kindern kostengünstig leben können, während die Kinder in einem Krankenhaus behandelt werden.